# 我那覇和樹
我那覇 和樹（がなは かずき、1980年9月26日 - ）は、沖縄県那覇市出身のサッカー選手。JFL・沖縄SV所属。ポジションはフォワード（FW）。元日本代表。

## 来歴
小学生の頃に宇栄原（うえばる）FCでサッカーを始め、小禄（おろく）中学校から宜野湾高校に入学。宜野湾高校3年時には第77回全国高等学校サッカー選手権大会に出場した。高校卒業後、川崎フロンターレに入団した。
ルーキーイヤーの1999年5月2日、J2の仙台戦（仙台スタジアム）でデビュー。翌2000年には5月13日のJ1・1stステージの名古屋戦（等々力陸上競技場）で途中出場し、後半終了直前に日本代表ゴールキーパーの楢﨑正剛から初ゴールをあげた。そして1stステージ最終節のC大阪戦（長居スタジアム）での活躍をきっかけにレギュラーに定着。優秀新人賞（新人王に次ぐタイトル）を獲得した。
J2に降格した2001年は目立った活躍もなかったが、2002年途中から再びレギュラーポジションを奪取。2003年は開幕3試合連続ゴールを決めるなどの大活躍でチームを引っ張り、2004年には川崎のストライカーとして、J2リーグ得点ランク2位タイ（日本人選手としては最多タイ）の22得点を記録。J2優勝とJ1復帰の立役者となった。この年は11月23日の甲府戦（等々力）で、シーズンにおけるチーム100得点目を決めるなど節目のゴールを挙げている。
我那覇自身にとっても5シーズン振りのJ1挑戦となった2005年は、4月17日の名古屋戦（等々力）においてゴール前での味方選手との衝突により左脛骨陥没骨折のアクシデントに見舞われたが、7月に復帰し、J1リーグ戦では26試合に出場し6得点を挙げた。
翌2006年シーズン開幕戦の新潟戦（等々力）で、J1では自身初（J2も含めると3度目）のハットトリックを達成。第2節の京都戦（西京極）でも2得点し、得点ランキングで一時単独トップに立った。同年のJリーグオールスター（カシマスタジアム）では、監督推薦によりJ-EASTの選手として初選出。その後リーグ戦ではゴールを量産し続け、シーズン終了時には18得点でJリーグ得点ランキング第3位となった（広島・佐藤寿人と並ぶタイ記録）。
2006年の活躍を認められ、同年日本代表監督に就任したイビチャ・オシムにより日本代表に初選出される（沖縄県出身者としては初めての日本代表選手）。オシムジャパン最初の試合となった8月9日の国際親善試合、トリニダード・トバゴ戦（国立霞ヶ丘競技場陸上競技場）で先発出場。同年9月6日のAFCアジアカップ2007 (予選)のイエメン戦（サナア）では後半途中から出場し、ロスタイムに決勝点となる代表初ゴールを決める。同年11月15日のアジアカップ予選、サウジアラビア戦（札幌ドーム）では、前半29分、後半5分に相次いで得点を挙げ、1試合2得点をマークした。
2007年シーズンは、前シーズン終盤に痛めた怪我の影響で出遅れたものの徐々に調子を上げ、4月21日の浦和戦（埼玉スタジアム2002）では、浦和のホーム不敗記録を16試合で止める得点を奪った。しかし、その翌々日の練習後、体調不良によりチームドクターから受けた点滴治療（サンケイスポーツによる「ニンニク注射」でっち上げ報道）がJリーグのドーピングコントロール委員会で問題視され、ドーピング違反で6試合出場停止処分を受けた。これに対し我那覇は処分の取り消しを求めてスポーツ仲裁裁判所（CAS）に提訴し、2008年5月27日、CASは我那覇の訴えを全面的に認め、Jリーグに対し、CAS史上最高額となる2万ドルのペナルティを科す裁定を下した（詳細は後述）。
その後、2008年シーズン終了をもって契約期間満了により、10年間所属した川崎を離れることとなり、2009年シーズンからはヴィッセル神戸への加入が決まった。背番号は前年まで神戸に在籍した大久保嘉人の番号であり、チームの歴史でも永島昭浩などのプレイヤーが背負ってきた「13」に決まった。しかしカイオ・ジュニオール監督時代から怪我の影響で出場機会に恵まれなかった。2010年は前年6月にVfLヴォルフスブルクから復帰した大久保に背番号「13」を譲り、自身は川崎時代から愛着のある背番号9に変更。しかし、2010年シーズンのリーグ戦は途中出場の8試合で無得点に終わり、同年12月5日、契約満了により神戸を退団。
12月21日に地元・沖縄のFC琉球からのオファーにより同チームへの入団が決定した。
2014年、カマタマーレ讃岐へ完全移籍。4年ぶりにJリーグへ復帰した。2019年11月30日、契約満了により退団した。
2020年1月15日、福井ユナイテッドFCへの完全移籍が発表された。
2021年12月12日、契約満了により退団。
2022年1月21日、ジェイリースFCに加入を発表。
2023年12月22日、沖縄SVに移籍。

## エピソード
- 2000年のJ1 1stステージ最終節で勝てば初のステージ優勝だったセレッソ大阪相手に先制点を挙げた。その後は同点に追いつかれるが、延長戦において浦田尚希のVゴールをアシストし、C大阪のステージ優勝を阻止している。
- 2001年シーズンのJ2最終節において、途中出場ながら延長戦で山形の昇格を阻止するゴールを決めている。
- 私生活では2004年に長男が誕生。生まれた直後の試合では家族に捧げるハットトリックを達成している。
- 我那覇のキャッチフレーズとして時折メディアで使用される「島人（しまんちゅ）ストライカー」はサンケイスポーツの命名である。
- 2008年、ナビスコ杯の千葉戦では上述のドーピング騒動で潔白が証明された直後という事もあり、アウェーでの試合にもかかわらず千葉サポーターからも拍手で迎えられた。
- 2011年に移籍したFC琉球で監督を務めていた新里裕之は、宜野湾高校の同期である。

## ドーピング冤罪事件
2007年4月、前述の通り、無申請での静脈注射でドーピング規定に違反したとして、我那覇には6試合の出場停止処分、チームには1000万円の罰金が課された。しかし、実際は点滴にビタミンB1を追加していただけであり、全JクラブのドクターからJリーグに質問状が提出されるという異例の事態が発生した。その後、日本アンチ・ドーピング機構（JADA）は今回のケースが世界アンチ・ドーピング機関 (WADA) の規約違反にはならないとの判断を示した。Jリーグが規約集に掲げるWADA及び国際サッカー連盟（FIFA）のルール基準では申請の必要性は無い。2007年末、我那覇とその弁護団はJリーグの処分を不服とし、Jリーグ側が日本スポーツ仲裁機構（JSAA）での仲裁を拒否したため、スポーツ仲裁裁判所 (CAS) へ仲裁の申し立てを行った。また、Jリーグ選手協会（JPFA, 藤田俊哉会長）も我那覇側の支持を表明。公式サイトでは仲裁申し立て費用の募金活動を行っていた。
そもそも、にんにく注射自体も厳密にはWADAの規程ではドーピングではなく、Jリーグのローカルの倫理規定に過ぎなかった。ところが、Jリーグで行なわれた事情聴取で青木治人DC委員長は、我那覇側にまったくの反論の機会を認めず、最初から処罰ありきの前提でドーピングと宣告。まったくの冤罪であった。事実を確認する前にスポーツ新聞の誤報を鵜呑みにして、マスコミに向けてこれはドーピングだと騒いだのはJリーグの側であり、当時の川淵三郎日本サッカー協会会長も、鬼武健二チェアマンも青木治人DC委員長の誤った判断を支持し、FIFAからもドーピングではないと指摘があったが、撤回しなかった。我那覇は、最終的には3000万円を越える私財を投じてCASでの裁定に臨んだ。浦和レッズの当時のチームドクター仁賀定雄は、我那覇にこの処分は明らかな誤りで、ドーピング違反ではないこと、Jリーグの医師としてそんな窮地に選手を追いやってストレスを与えてしまっていることへの謝罪を伝えている。また「この間違った前例が残ると、今後のすべてのスポーツ選手が適切な点滴医療を受ける際に、常にドーピング違反に後で問われるかもしれないという恐怖にさらされます」とも述べている。
しかし、我那覇に対する制裁こそ取り消されたものの、チームに対して課せられた罰金は返金されなかったほか、2024年7月現在もJリーグから我那覇に対する正式な謝罪は一切行われておらず、Jリーグ側は我那覇が受けた治療行為についてグレーな態度を取り続けている。

## 所属クラブ
- 宇栄原FC
- 那覇市立小禄中学校
- 1996年 - 1998年 宜野湾高校
- 1999年 - 2008年  川崎フロンターレ
- 2009年 - 2010年  ヴィッセル神戸
- 2011年 - 2013年  FC琉球
- 2014年 - 2019年  カマタマーレ讃岐
- 2020年 - 2021年  福井ユナイテッドFC
- 2022年 - 2023年  ジェイリースFC
- 2024年 -   沖縄SV

## 個人成績
| 国内大会個人成績 | 国内大会個人成績 | 国内大会個人成績 | 国内大会個人成績 | 国内大会個人成績 | 国内大会個人成績 | 国内大会個人成績 | 国内大会個人成績 | 国内大会個人成績 | 国内大会個人成績 | 国内大会個人成績 | 国内大会個人成績 |
| 年度             | クラブ           | 背番号           | リーグ           | リーグ戦         | リーグ戦         | リーグ杯         | リーグ杯         | オープン杯       | オープン杯       | 期間通算         | 期間通算         |
| 年度             | クラブ           | 背番号           | リーグ           | 出場             | 得点             | 出場             | 得点             | 出場             | 得点             | 出場             | 得点             |
| 日本             | 日本             | 日本             | 日本             | リーグ戦         | リーグ戦         | リーグ杯         | リーグ杯         | 天皇杯           | 天皇杯           | 期間通算         | 期間通算         |
| ---------------- | ---------------- | ---------------- | ---------------- | ---------------- | ---------------- | ---------------- | ---------------- | ---------------- | ---------------- | ---------------- | ---------------- |
| 1999             | 川崎             | 27               | J2               | 3                | 0                | 0                | 0                | 3                | 2                | 6                | 2                |
| 2000             | 川崎             | 27               | J1               | 18               | 2                | 7                | 2                | 1                | 0                | 26               | 4                |
| 2001             | 川崎             | 17               | J2               | 31               | 2                | 3                | 1                | 5                | 1                | 39               | 4                |
| 2002             | 川崎             | 27               | J2               | 21               | 3                | -                | -                | 5                | 4                | 26               | 7                |
| 2003             | 川崎             | 27               | J2               | 40               | 13               | -                | -                | 4                | 4                | 44               | 17               |
| 2004             | 川崎             | 9                | J2               | 42               | 22               | -                | -                | 3                | 2                | 45               | 24               |
| 2005             | 川崎             | 9                | J1               | 26               | 6                | 2                | 0                | 3                | 2                | 31               | 8                |
| 2006             | 川崎             | 9                | J1               | 32               | 18               | 9                | 3                | 1                | 0                | 42               | 21               |
| 2007             | 川崎             | 9                | J1               | 18               | 1                | 1                | 0                | 1                | 0                | 20               | 1                |
| 2008             | 川崎             | 9                | J1               | 15               | 2                | 5                | 2                | 2                | 0                | 22               | 4                |
| 2009             | 神戸             | 13               | J1               | 11               | 0                | 3                | 1                | 1                | 0                | 15               | 1                |
| 2010             | 神戸             | 9                | J1               | 8                | 0                | 0                | 0                | 1                | 0                | 9                | 0                |
| 2011             | 琉球             | 9                | JFL              | 27               | 6                | -                | -                | 1                | 0                | 28               | 6                |
| 2012             | 琉球             | 9                | JFL              | 28               | 13               | -                | -                | 0                | 0                | 28               | 13               |
| 2013             | 琉球             | 9                | JFL              | 33               | 12               | -                | -                | 2                | 0                | 35               | 12               |
| 2014             | 讃岐             | 9                | J2               | 26               | 3                | -                | -                | 1                | 0                | 27               | 3                |
| 2015             | 讃岐             | 9                | J2               | 31               | 5                | -                | -                | 1                | 0                | 32               | 5                |
| 2016             | 讃岐             | 9                | J2               | 24               | 1                | -                | -                | 1                | 0                | 25               | 1                |
| 2017             | 讃岐             | 9                | J2               | 12               | 2                | -                | -                | 0                | 0                | 12               | 2                |
| 2018             | 讃岐             | 9                | J2               | 12               | 1                | -                | -                | 1                | 0                | 13               | 1                |
| 2019             | 讃岐             | 9                | J3               | 14               | 4                | -                | -                | 1                | 0                | 15               | 4                |
| 2020             | 福井U            | 9                | 北信越1部        | 4                | 1                | -                | -                | 1                | 0                | 5                | 1                |
| 2021             | 福井U            | 9                | 北信越1部        | 14               | 8                | -                | -                | 1                | 0                | 15               | 8                |
| 2022             | ジェイL          | 9                | 九州             | 16               | 6                | -                | -                | -                | -                | 16               | 6                |
| 2023             | ジェイL          | 9                | 九州             | 13               | 5                | -                | -                | -                | -                | 13               | 5                |
| 2024             | 沖縄SV           | 11               | JFL              | 15               | 0                | -                | -                | 1                | 0                | 16               | 0                |
| 2025             | 沖縄SV           | 9                | JFL              |                  |                  | -                | -                |                  |                  |                  |                  |
| 通算             | 日本             | 日本             | J1               | 128              | 29               | 27               | 8                | 10               | 2                | 165              | 39               |
| 通算             | 日本             | 日本             | J2               | 242              | 52               | 3                | 1                | 24               | 13               | 269              | 66               |
| 通算             | 日本             | 日本             | J3               | 14               | 4                | -                | -                | 1                | 0                | 15               | 4                |
| 通算             | 日本             | 日本             | JFL              | 103              | 31               | -                | -                | 4                | 0                | 107              | 31               |
| 通算             | 日本             | 日本             | 北信越1部        | 18               | 9                | -                | -                | 2                | 0                | 20               | 9                |
| 通算             | 日本             | 日本             | 九州             | 29               | 11               | -                | -                | -                | -                | 29               | 11               |
| 総通算           | 総通算           | 総通算           | 総通算           | 534              | 136              | 30               | 9                | 41               | 15               | 605              | 160              |

| 国際大会個人成績 | 国際大会個人成績 | 国際大会個人成績 | 国際大会個人成績 | 国際大会個人成績 |
| 年度             | クラブ           | 背番号           | 出場             | 得点             |
| AFC              | AFC              | AFC              | ACL              | ACL              |
| ---------------- | ---------------- | ---------------- | ---------------- | ---------------- |
| 2007             | 川崎             | 9                | 5                | 0                |
| 通算             | AFC              | AFC              | 5                | 0                |

- Jリーグ初出場: 1999年5月12日 J2第9節 対ベガルタ仙台戦 (仙台スタジアム)
- Jリーグ初得点: 2000年5月13日 J1 1stステージ第12節 対名古屋グランパスエイト戦 (等々力陸上競技場)

## 代表歴

### 試合数
- 国際Aマッチ: 6試合出場 3得点 (2006)
  - 国際Aマッチ初出場: 2006年8月9日 キリンチャレンジカップ  トリニダード・トバゴ戦 (国立霞ヶ丘競技場陸上競技場)
  - 国際Aマッチ初得点: 2006年9月6日 AFCアジアカップ2007 (予選)  イエメン戦 (サナア)

| 日本代表 | 国際Aマッチ | 国際Aマッチ |
| 年       | 出場        | 得点        |
| -------- | ----------- | ----------- |
| 2006     | 6           | 3           |
| 通算     | 6           | 3           |

### 出場
| No. | 開催日         | 開催都市     | スタジアム                 | 対戦相手               | 結果 | 監督             | 大会                   |
| --- | -------------- | ------------ | -------------------------- | ---------------------- | ---- | ---------------- | ---------------------- |
| 1.  | 2006年08月09日 | 東京都       | 国立霞ヶ丘競技場陸上競技場 | 🇹🇹トリニダード・トバゴ | ○2-0 | イビチャ・オシム | キリンチャレンジカップ |
| 2.  | 2006年09月03日 | ジッダ       |                            | サウジアラビア         | ●0-1 | イビチャ・オシム | アジアカップ予選       |
| 3.  | 2006年09月06日 | サヌア       |                            | イエメン               | ○1-0 | イビチャ・オシム | アジアカップ予選       |
| 4.  | 2006年10月04日 | 神奈川県     | 横浜国際総合競技場         | ガーナ                 | ●0-1 | イビチャ・オシム | キリンチャレンジカップ |
| 5.  | 2006年10月11日 | バンガロール |                            | インド                 | ○3-0 | イビチャ・オシム | アジアカップ予選       |
| 6.  | 2006年11月15日 | 北海道       | 札幌ドーム                 | サウジアラビア         | ○3-1 | イビチャ・オシム | アジアカップ予選       |

### ゴール
| #  | 開催年月日     | 開催地   | 対戦国         | 勝敗  | 試合概要                |
| -- | -------------- | -------- | -------------- | ----- | ----------------------- |
| 1. | 2006年9月6日   | 、サナア | イエメン       | ○ 1-0 | AFCアジアカップ2007予選 |
| 2. | 2006年11月15日 | 、札幌   | サウジアラビア | ○ 3-1 | AFCアジアカップ2007予選 |
| 3. | 2006年11月15日 | 、札幌   | サウジアラビア | ○ 3-1 | AFCアジアカップ2007予選 |

## 個人タイトル・表彰
- 2000年: Jリーグ優秀新人賞
- 2006年: Jリーグアウォーズ・優秀選手賞
- 2019年: 6月期ベストゴール[13]。

## 出版

### 関連書籍
- 2011年12月 『争うは本意ならねど ドーピング冤罪を晴らした我那覇和樹と彼を支えた人々の美らゴール』 (集英社インターナショナル、木村元彦) ISBN 4797672013